# Episodi di Black Jesus (prima stagione)
La prima stagione della serie televisiva Black Jesus, composta da 10 episodi, è stata trasmessa negli Stati Uniti, da Adult Swim, dal 7 agosto al 9 ottobre 2014.
In Italia la stagione è inedita.
| nº | Titolo originale                | Prima TV USA      |
| -- | ------------------------------- | ----------------- |
| 1  | Smokin', Drinkin', and Chillin' | 7 agosto 2014     |
| 2  | Fish and the Con Man            | 14 agosto 2014    |
| 3  | The Shit Heist                  | 21 agosto 2014    |
| 4  | I Gave at the Playground        | 28 agosto 2014    |
| 5  | Fried Green Tomatoes            | 4 settembre 2014  |
| 6  | Love Thy Enemy, Part 1          | 11 settembre 2014 |
| 7  | The Other Shoe Drops            | 18 settembre 2014 |
| 8  | Love Thy Enemy, Part 2          | 25 settembre 2014 |
| 9  | Gangsta's Paradise              | 2 ottobre 2014    |
| 10 | WTFWBJD                         | 9 ottobre 2014    |

## Smokin', Drinkin', and Chillin'
- Diretto da: Mike Clattenburg
- Scritto da: Aaron McGruder e Mike Clattenburg

### Trama
Gesù e i suoi amici non riescono a comprare della marijuana, quindi decidono di coltivarla in un giardino del quartiere.
- Ascolti USA: telespettatori 2.047.000 – rating/share 18-49 anni.[1]

## Fish and the Con Man
- Diretto da: Mike Clattenburg
- Scritto da: Aaron McGruder e Mike Clattenburg

### Trama
Gesù e il suo gruppo trovano il giardino per piantare la marijuana, tuttavia si mettono nei guai con la banda messicana locale, che pretende dei soldi da loro.
- Ascolti USA: telespettatori 1.907.000 – rating/share 18-49 anni.[2]

## The Shit Heist
- Diretto da: Mike Clattenburg
- Scritto da: Aaron McGruder e Mike Clattenburg

### Trama
Dopo aver pagato i gangster messicani, la banda finisce i soldi e decide quindi di rubare del letame da una stalla.
- Ascolti USA: telespettatori 1.843.000 – rating/share 18-49 anni.[3]

## I Gave at the Playground
- Diretto da: Mike Clattenburg
- Scritto da: Aaron McGruder e Mike Clattenburg

### Trama
La banda organizza delle vendite di marijuana per aiutare Boonie a pagare il mantenimento del figlio.
- Ascolti USA: telespettatori 1.439.000 – rating/share 18-49 anni.[4]

## Fried Green Tomatoes
- Diretto da: Mike Clattenburg
- Scritto da: Aaron McGruder e Mike Clattenburg

### Trama
Le piante di marijuana della banda non riescono a crescere, al loro posto invece trovano delle piante di pomodori. 
- Ascolti USA: telespettatori 1.499.000 – rating/share 18-49 anni.[5]

## Love Thy Enemy, Part 1
- Diretto da: Mike Clattenburg
- Scritto da: Aaron McGruder e Mike Clattenburg

### Trama
Il gruppo inizia a produrre la salsa di pomodoro verde.
- Ascolti USA: telespettatori 1.598.000 – rating/share 18-49 anni.[6]

## The Other Shoe Drops
- Diretto da: Mike Clattenburg
- Scritto da: Aaron McGruder e Mike Clattenburg

### Trama
Trayvon scopre che qualcuno ha versato della candeggina in giardino.
- Ascolti USA: telespettatori 1.515.000 – rating/share 18-49 anni.[7]

## Love Thy Enemy, Part 2
- Diretto da: Mike Clattenburg
- Scritto da: Aaron McGruder e Mike Clattenburg

### Trama
Il lavoro di Vic e Lloyd porta diverse problematiche nel complesso.
- Ascolti USA: telespettatori 1.497.000 – rating/share 18-49 anni.[8]

## Gangsta's Paradise
- Diretto da: Mike Clattenburg
- Scritto da: Aaron McGruder e Mike Clattenburg

### Trama
La banda organizza un concerto di beneficenza online.
- Ascolti USA: telespettatori 1.560.000 – rating/share 18-49 anni.[9]

## WTFWBJD
- Diretto da: Mike Clattenburg
- Scritto da: Aaron McGruder e Mike Clattenburg

### Trama
Mentre Gesù è in fuga dalle autorità, Fish cerca di guidare la banda in modo tale che possano mantenere il giardino. Nel frattempo, Lloyd fa causa a Vic.
- Ascolti USA: telespettatori 1.709.000 – rating/share 18-49 anni.[10]